# Piotr Grabowski (1947–1998)
Piotr Grabowski (n. 30 martie 1947, Gdańsk, Polonia – d. 7 ianuarie 1998, Varșovia, Polonia) a fost un actor polonez de teatru și film.

## Biografie

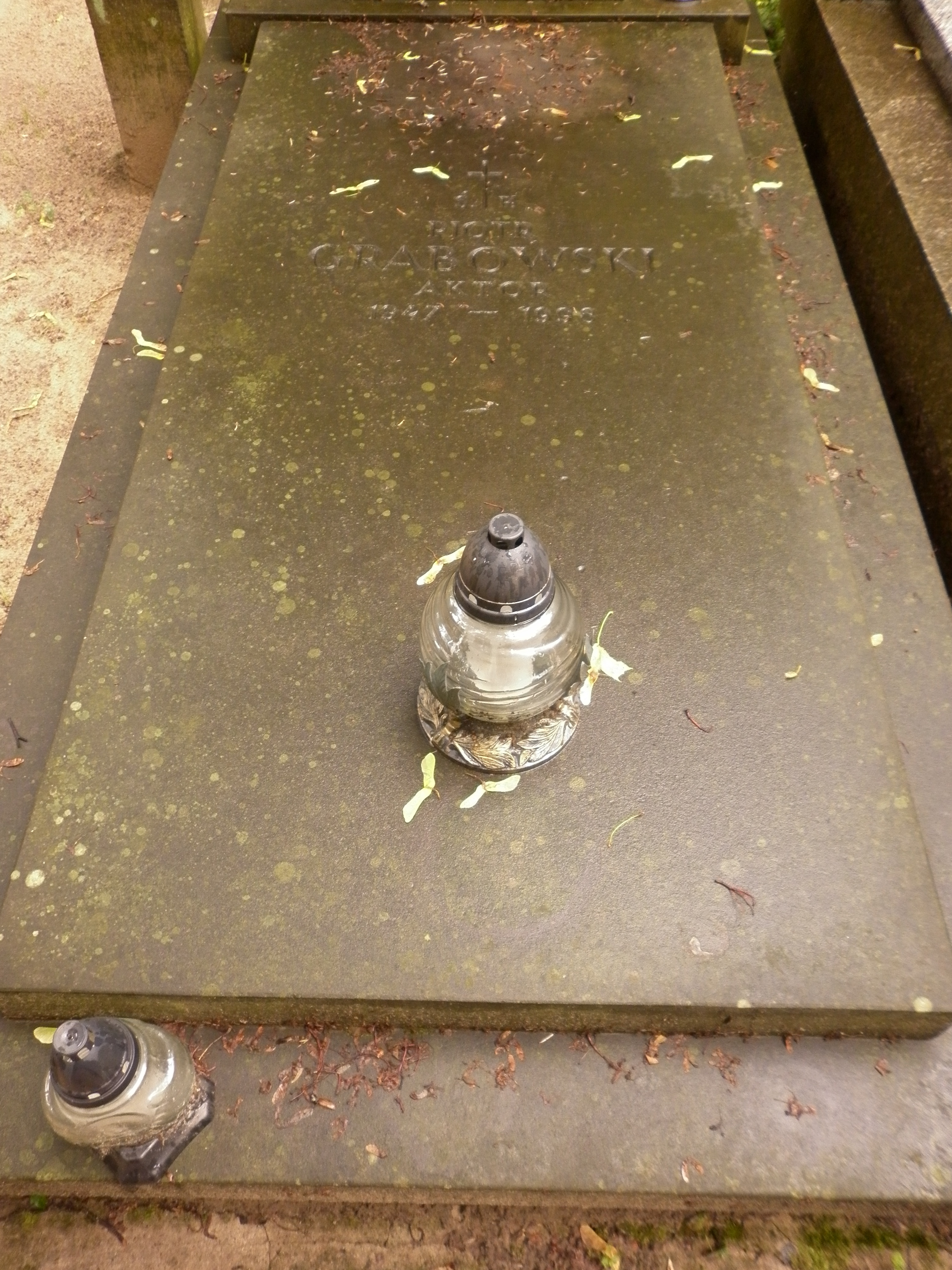
Mormântul lui Piotr Grabowski

S-a născut la 30 martie 1947 în orașul Gdańsk. În 1969 a absolvit cursurile Școlii Naționale Superioare de Teatru din Varșovia și a debutat la 22 ianuarie 1970 în rolul Kali din piesa W pustyni i w puszczy după Henryk Sienkiewicz, pusă în scenă de regizoarea Maria Billiżanka la Teatrul „Juliusz Osterwa” din Lublin.
A profesat ca actor la următoarele teatre: Teatrul „Juliusz Osterwa” din Lublin (1969-1970),  Teatrul Śląski „Stanisław Wyspiański” din Katowice (1970–1973), Teatrul Nou din Varșovia (1973-1980), Teatrul „Wanda Siemaszkowa” din Rzeszów (1980-1983), Teatrul Targówek din Varșovia (1983-1987) și Teatrul Polonez în Varșovia (1988-1998). În anii 1975-1979 a fost asistent universitar la Școala Națională Superioară de Teatru din Varșovia.
A fost cofondator al cabaretului studențesc Coś, care a fost premiat la festivalurile studențești. În 1980 a fost președintele Uniunii Artiștilor Teatrali Polonezi din Rzeszów și a coordonat un grup artistic de iubitori de poezie și teatru la Centrul de Cultură Sanok. A dublat vocea mai multor personaje, în principal a lui Mickey Mouse (Myszka Miki).
A decedat la 7 ianuarie 1998, la vârsta de 50 de ani, în orașul Varșovia și a fost înmormântat în Cimitirul Powązki din Varșovia (secțiunea 71, rândul 1, mormântul 30).

## Filmografie
- 1966: Mocne uderzenie – invitat la nuntă
- 1966: Pieczone gołąbki – un băiat într-o cabină telefonică
- 1968: Gra – invitat la nuntă
- 1971: Perła w koronie – preot
- 1975: Dyrektorzy – soțul Maryniei (ep. 1)
- 1975: Războiul meu, dragostea mea
- 1976: Daleko od szosy – Józek, colegul de cameră al lui Leszek într-un cămin pentru muncitori
- 1977: Akcja pod Arsenałem – jandarmul Schuppe
- 1977: Dziewczyna i chłopak – profesorul clasei lui Tomek (ep. 1)
- 1977: Noce i dnie – ofițer rus într-o cafenea (ep. 11)
- 1977: Polskie drogi – german, ucigaș al familiei Poraj (ep. 10)
- 1977: Soldații victoriei – insurgent
- 1977: We dwoje – Piotr
- 1978: Ślad na ziemi – Wacek Koszucki (ep. 3)
- 1978: ...Gdziekolwiek jesteś panie prezydencie...
- 1979: Bilet de întoarcere – invitat la nunta Antoninei cu Pierre
- 1979: Gwiazdy poranne – soldat german
- 1979: Na własną prośbę – participant la o întâlnire
- 1979: Racławice. 1794 – militar înarmat cu o coasă
- 1979: Wędrujący cień – Janek
- 1980-2000: Dom – Zygmunt Kuźniak, activist al Uniunii Tineretului Polonez, apoi secretar al organizației Partidului Socialist Polonez din Fabryka Samochodów Osobowych
- 1980: Droga – țăran
- 1980: Kariera Nikodema Dyzmy – ofițerul de la petrecere
- 1980: Polonia Restituta – Eugeniusz Okoń, preot, deputat în Seim
- 1980: Punkt widzenia – Tomek, colegul lui Włodek din vremea studenției (ep. 6 și 7)
- 1980: Sherlock Holmes i doktor Watson – polițistul Jameson (ep. 4, 8 și 9)
- 1981: Najdłuższa wojna nowoczesnej Europy – colegul lui Arthur Blum de la picnic (ep. 4)
- 1982: Vraciul – Zenek
- 1982: Karate po polsku – Gruby
- 1982: Polonia Restituta – Eugeniusz Okoń, preot, deputat în Seim (ep. 7)
- 1982: Popielec – Władek Radzik „Siwek”
- 1983: Thais – Zenothemis, participant la petrecere
- 1984: Przybłęda – tatăl lui Bartek
- 1984: Zdaniem obrony – Jóźwiak, soțul Małgorzatei
- 1985: Podróże pana Kleksa – bucătarul Fortelas
- 1985: Przyłbice i kaptury (ep. 1)
- 1985: Sam pośród swoich – Hubert Pyzik
- 1986: Străina – invitat la o întâlnire cu ambasadorul
- 1986: Tulipan – realizatorul interviului cu Tulipan
- 1987: Cesarskie cięcie – țăran, soț al unei femei însărcinate
- 1987: Dorastanie – doctorand (ep. 1)
- 1987: Misja specjalna – ofițer britanic
- 1987: Rzeka kłamstwa – majordomul Żabinei (ep. 5)
- 1987: Sławna jak Sarajewo – funcționar al NSDAP
- 1987: Śmieciarz – gardianul german de la spital (ep. 2)
- 1987: Zabij mnie, glino – milițianul aflat la datorie
- 1988: Akwen Eldorado – braconierul Piotr Nalazek
- 1988: Czarodziej z Harlemu – vânzătorul de la Pewex
- 1988: Generał Berling – Bolesław Kieniewicz
- 1988: Oszołomienie – germanul care îl arestează pe Stachowski
- 1988: Piłkarski poker – crainicul de la localul de noapte
- 1988-1991: Pogranicze w ogniu – Hugo Bertman „Hubert”, membru al secției Abwehr din Gdańsk, colaborator al serviciilor de informații poloneze
- 1988-1990: W labiryncie – Robert Heller, proprietarul societății „Farmahel”
- 1989: Janka – un om care urmărește cursa (ep. 4)
- 1989: Jeniec Europy – ofițer englez
- 1989: Kanclerz – Piskorzewski, subalternul lui Zamoyski
- 1989: Modrzejewska – jurnalist (ep. 5 și 6)
- 1989: Po upadku – bărbat din local
- 1989: Sztuka kochania – pacientul lui Pasikonik
- 1989: Żelazną ręką – Piskorzewski
- 1990: Janka – pietrar
- 1990: Maria Curie
- 1990: Napoleon – Gardanne (ep. 1)
- 1990: Pas de deux
- 1990: Superwizja – chirurg
- 1991: Kuchnia Polska – preotul din avion
- 1991: Kuchnia Polska – preotul din avion (ep. 2)
- 1991: Niech żyje miłość – preot, parohul din Hel
- 1992: Wiatr ze wschodu – șoferul Czeków
- 1993: Czterdziestolatek. 20 lat później – parlamentar (ep. 12 și 14)
- 1993: Bank nie z tej ziemi – bărbat de la licitație
- 1993: Skutki noszenia kapelusza w maju – informaticianul Zygmunt, prietenul lui Andrzej
- 1993: Wynajmę pokój... – tatăl lui Olek
- 1993: Nowe przygody Arsena Lupin – polițist
- 1994: Ptaszka – un intermediar care vinde o clădire
- 1994: Spółka rodzinna – clientul lui Roman (ep. 2)
- 1994: Miejsce zbrodni
- 1994: Piękna Warszawianka – membru al juriului
- 1995: Cwał – membru al consiliului didactic
- 1995: Deborah – brutarul Ryk
- 1995: Ekstradycja – angajat al UOP care o păzește pe secretara adormită a Ewei (ep. 5)
- 1995: Kamień na kamieniu – Maciejka
- 1995: Sukces – ministrul care vorbește în timpul semnării contractului FIB-Dorex (ep. 2)
- 1995: Les milles – fotbalistul Oskar Reich
- 1996: Ekstradycja 2 – Stasio, ofițer UOP (ep. 5, 6 și 8)
- 1996: Wirus
- 1996: Król Olch – soldat german
- 1997: Historie miłosne – judecător
- 1997: Królowa złodziei
- 1998: Ekstradycja 3 – agent al serviciului de informații (ep. 10)
- 1998: Matki, żony i kochanki – ofițerul de stare civilă care încheie nunta lui Jan Padlewski cu Zofia Stokowa

## Dublaj de voce în limba poloneză
- 1976: Ja, Klaudiusz – Neron (ep. 13)
- 1982: Przygody Myszki Miki i Kaczora Donalda – Mickey Mouse
- 1983: Kaczor Donald przedstawia – Mickey Mouse (unele episoade)
- 1983: Opowieść wigilijna Myszki Miki – Bob Cratchit (Mickey Mouse)
- 1990-1993: Tom și Jerry în copilărie – Dave Troskliwy (ep. 36a)
- 1994-1995: Myszka Miki i przyjaciele – Mickey Mouse
- 1995: Filmul cu Goofy: Peripeții în familie – Mickey Mouse
- 1995-1996: Masca – det. Doyle (sezonul I, cu excepția ep. 11 și 15)